# 참조
컴퓨터 과학에서 참조(reference)는 컴퓨터의 메모리나 기타 일부 데이터 스토리지에서 변수의 값 또는 레코드 등 특정 데이터에 프로그램이 간접적으로 접근할 수 있게 하는 값이다. 이 참조는 데이터를 참조(refer)한다고 하며, 데이터는 참조를 역참조한다고 한다.

## 심볼릭 참조
펄과 같은 일부 언어들은 심볼릭 참조(symbolic reference)를 지원한다. 이는 변수들의 이름들을 포함하는 문자열 값이다. 정규 참조가 아닌 값이 역참조될 때 펄은 이를 심볼릭 참조로 간주하며 값에 의해 부여된 이름을 변수에 제공한다. PHP는 $$var 문법 형태로 비슷한 기능을 제공한다.

## 같이 보기
- 추상화 (컴퓨터 과학)
- 링크드 데이터
- 변수 (컴퓨터 과학)